# Henry Augustus Pilsbry
Henry Augustus Pilsbry ( 7 de diciembre de 1862 cerca de Iowa City (Iowa) - † 26 de octubre de 1957 en Lantana (Florida) fue un biólogo, malacólogo y carcinólogo estadounidense
interesado también en otros campos científicos. Por más de media centuria fue una persona muy presente en campos de la sistemática de los invertebrados.
Durante gran parte de su carrera sus conocimientos en la clasificación de grupos importantes de organismos como cirrípedos (Cirripedia), tunicados (Tunicata), moluscos terrestres (Pulmonata), eran incontestados.

## Niñez, juventud, educación
H.A. Pilsbry era el cuarto hijo de Dexter R. y Elisabeth Anderson, ambos de ascendencia inglesa, en una granja en Johnston County, cerca de Iowa City. Pasó su niñez y juventud en Iowa. Desde niño lo llamaron "Harry" Pilsbry.
Su educación empezó en Iowa City, en escuelas públicas. Luego estudió en la Universidad de Iowa y allí terminó en 1882 la educación con un Bachelor of Science.
Desde niño ya mostraba un interés vivante en todos los moluscos, que encontraba aunque la variedad de especies endémicas no era demasiado grande. Formó una colección propia.
El interés se desarrolló en la Universidad. Participó en clases de los profesores de S.Calvia y H.Macbride,
y en excursiones coleccionó gastéropodos terrestres y de agua dulce.
Por S.Calvia conoció a literatura científica.

## Carrera y Vida
Después de los estudios, su familia mudó a Florida. H.A. Pilsbry no encontró enseguida un trabajo en su campo de interés. Sino que trabajó durante algunos años, entre otros como periodista para redacciones y revistas de Iowa City y Davenport (Iowa).
Pero su tiempo libre dedicaba a los estudios de los moluscos, y después de conocer al Dr. R.Ellsworth Call de la Academia de Ciencias de Davenport, publicó allí su primer artículo notable en 1886.
Establecimiento.

En 1887 fue empleado como conferencista en Nueva York. Dentro poco fue invitado por G.W. Tryon Jr.
a Filadelfia.
Tryon era en la Academy of Natural Sciences of Philadelphia el experto local para moluscos.
Además era el creador y autor principal de un proyecto en curso:
el Manual of Conchology, una obra de múltiples volúmenes
albergando la descripción y clasificación de moluscos.
Del encuentro de los dos se evolvia una conexión provechosa,
y ya después de pocos meses Tryon empleó H.A. Pilsbry como asistente
el 1 de diciembre de 1887.
Obviamente, G.W. Tryon Jr. fue impresionado por las capacidades
del joven Pilsbry como lector,
de sus conocimientos excelentes en ilustraciones técnicos,
sin embargo sobre todo de su interés indómito en el estudio de
los moluscos y sus buenos conocimientos en este campo.
No mucho después de la contratación de H.A. Pilsbry,
G.W. Tryon Jr. murió el 5 de febrero de 1888.
Probablemente inesperadamente el novato de solo 25 años obtuvo
el título Conservator of the Conchology Section y editor del
Manual of Conchology.
Pero pronto H.A. Pilsbry satisfacía las altas previsiones.
Sus resultados científicos destacan ya simplemente por la cantidad
de las publicaciones.
Durante los próximos 5 años publicaba centenares páginas detalladas
del Manual of Conchology.
No solamente escribió, sino se ocupó de detalles.
Muchos de los platos de impresión el preparó y engravó su mismo
e indicó los colores de las dibujos hecho a mano por p.e. su
suegra Mary Elizabeth Avery.
La productividad enorme no basó en entusiasmo solo,
sino lo que le llevó adelante fue el hecho de que prácticamente
vivía de sus publicaciones.
Aparte fundó la revista malacológica The Conchologists Exchange
en 1886, que en 1889 se transformó en The Nautilus.
A partir de 1890 asistía Charles W.Johnson, el Curador de la
Boston Society of natural history, como coeditor.
Al principio luchó con problemas económicos.
Sin embargo, por el trabajo de H.A. Pilsbry se estableció y
fue también reconocida internacionalmente como fuente
importante para la introducción y descripción de familias
de moluscos.
The Nautilus sobrevivía hasta el siglo 21 y está llevado actualmente
por The Bailey-Matthews Shell Museum.
En esta época de establecimiento se casó el 20 de octubre de 1890 con
Adeline Avery, quien fue su esposa hasta su muerte el 13 de noviembre de 1924.
Del matrimonio salen dos hijas Elizabeth y Grace.
Trabajo.
A partir de 1895 ingresó en la Academy of Natural Sciences of Philadelphia
(ANSP), a la que perteneció hasta el fin de su vida.
En 1895 H.A. Pilsbry fue elegido como uno de su cuatro curadores.
En este año también trabajó como profesor para Macalogía, y H.A. Pilsbry dio clases nocturnas.
Aparte se le dio el estudiante Edward Guirey Vanatta
por la fundación Jessup.
En 1901 H.A. Pilsbry fue curador para moluscos en la ANSP.
Luego se creió un departamento de moluscos.
Apertó en 1903 con el como Curador especial, y
fue transformado al departamento de invertebrados
en 1916.
Afuera de la ANSP tuvo éxito también.
Fue agregado como malacólogo consultante del Bernice P. Bishop Museum de
Honolulu (Hawái), donde
Charles Montagu Cooke Jr. trabajó como curador.
Además fue profesor de zoología en la Universidad de Pensilvania.
Por sus conocimientos fue atractivo como miembro para diversas sociedades
científicas que jugaron un papel importante en la vida científica.
Desde 1906 fue miembro correspondiente de la Academia de Ciencias de Madrid.
En 1907 fue el primer presidente de la American Malacological Society (AMS).
Desde 1918 fue miembro honorario externo de la Zoological Survey de India y
desde 1919 miembro correspondiente de la Zoological Society of London.
En 1931 fue el primer presidente de la American Malacological Union
(AMU).
A partir de 1888 pasó prácticamente todo su tiempo escribiendo
papeles científicos.
Los moluscos que investigó, diseccionó y dibujó,
provenía a un lado del propio trabajo en el campo, de otras
excursiones, o de material que se le ha mandado.
Fuentes primarias fueron colegas.
P.e. investigó material mandado entre 1901-1908 de Japón
por Yoichiro Hirase,
clasificó el material mandado entre 1913-1915 del Congo por
Joseph Charles Bequaert,
o el material coleccionado durante la excursión a la isla
mexicana Guadalupe (1922).
Aparte, instituciones oficiales como el U.S. Bureau of Fishery
o el U.S. Coast Survey tuvieron propios barcos a vapor
(Albatross y Fish Hawk, Blake) dedicado a coleccionar
animales marinos que luego fueron transmitidos a expertos de p.e. la
ANSP.
De este material salió un número increíble de especies nuevas,
que se le atribuyó.
H.A. Pilsbry nombró más que 5000 organismos,
y la publicación de la sola lista de las especies abarca
218 páginas.
Publicó más que 3000 artículos, las más veces cuando estaba en la ANSP.
Por eso la mayoría de sus artículos largos fueron publicados en la ANSP.
Las papeles cortos publicaba preferiblemente en la revista The Nautilus.
La gran mayoría de los artículos y de las partes del
"Manuel of Conchology" escribió solo.
Sus habilidades en escribir, gráfica, y su sentido para
la taxonomía normalmente fueran superior que las de su entorno.
Pero tampoco trabajó aisladamente.
Sino a veces escribió con coautores, especialmente con algunos colaboradores.
Pero evidentemente en estos casos hubo un reparto del trabajo
claro en que H.A. Pilsbry dominó la parte de escribir.
Ainsi se cita la anécdota de Ch.M.Cooke diciendo, que
contribuyó al y escribió el "Manual of Conchology" sin
haberlo visto.
H.A. Pilsbry tuvo buenos conocimientos sobre moluscos en general y
fue bien en taxonomía.
Sus campos principales de investigación fueron cirripedia
y sobre todos Pulmonata.
La paleontología le interesó menos, pero también publicó en este campo,
especialmente sobre los Brachiopoda.
También publicó muy a menudo sobre geología, o tuvo un artículo sobre Echinodermata.
Colaboradores principales, Excursiones.

Entre sus colaboradores destaca E.G.Vanatta, ya solo por
los años de trabajo hasta 1835, que pasaron en común en la ANSP.
Los dos se completaron tanto en las capacidades como en los caracteres.
Mientras H.A. Pilsbry extendía colecciones, fue impulsivo, E.G. Vanetta
mantenía, manejaba la técnica y fue la parte tranquila de los dos.
Con respecto a la ANSP hay que mencionar también Helen Winchester,
quien elaboró gráficas para H.A. Pilsbry y el "Manuel of Conchology"
entre 1903-1950.
Una cooperación provechosa hubo con James Henri Ferriss,
un aficionado de conquiliología y (según H.A. Pilsbry) un experto
en moluscos terrestres.
Con el viajó entre otros
a las Grandes Montañas Humeantes (1899, Tennessee),
a la Meseta de Ozark (1903, Texas),
a las Montañas del Sudoeste (1906, Arizona, Nueva México, Texas)
para coleccionar moluscos y
publicaron sus resultados entre 1905-1923 en una serie
de once papeles "Mollusca of the Southwestern States".
En el fin de los años 1890, durante viajes de intercambio científico
a la Universidad Doshisha de Kioto, fue introducido a Y. Hirase.
Y. Hirase, saliendo de una familia acomodada, fue un aficionado y
a partir de 1901 usó sus conexiones profesionales para dejar empleados
recolter moluscos en tanto Corea, China Taiwán como en todos regiones
de Japón.
De esta relación, y especialmente basando en material mandado por Y.Hirasado,
salieron descripciones de nuevas especies y diversas publicaciones de
H.A. Pilsbry solo o en común.
Por sus actividades de fundar una revista, de escribir libros conquiliológicos,
de crear una colección y un museo, Y. Hirasa cuenta como fundador de la
malacología japonesa.
Después de primeras hipótesis sobre la fauna de moluscos terrestres
en el Pacífico del Sur datando de 1900, con dos artículos de
1905
y 1906
empezó una colaboración intensiva y larga con Ch.M. Cooke Jr.,
un malacólogo reconocido de Hawái y un experto en moluscos del
Pacífico.
Incluyó una expedición a Hawái en 1913 para coleccionar moluscos.
Del trabajo resultaron los tomos XXI-XXIII y XXV de la segunda serie del
"Manuel of Conchology" entre 1911-1923 tratando familias
principales y preguntas biogeográficas.
Otra conexión laboral se estableció con el biólogo belga J.Ch. Bequaert.
J.Ch.Bequert trabajó entre 1910-1912 como etimólogo
en la colonia belga Congo, e investigando una enfermedad
prolongó su estancia hasta 1915.
Durante este tiempo coleccionó material entre el río Congo hasta la
frontera Uganda, y lo mandó a H.A. Pilsbry para analizarlo y clasificarlo.
Resultó en un libro de dos tomos sobre moluscos en Congo.
Cuando era mayor, Horace Burrington Baker, profesor para zoología
de la University of Pennsylvania, un colega que fue un gran apoyo.
Desde 1927-1935 fue coeditor para el "Manuel of Conchology".
Después de la muerte de Ch.W. Johnson en 1932, le sustituyó
como coeditor de H.A. Pilsbry en la revista The Nautilus.
Por su extenso trabajo en el campo, H.A. Pilsbry fue naturalmente
un especialista en trabajos de campo baja cualquier condición.
El coleccionaba en todos los Estados Unidos, pero no exclusivamente.
Sino también hacia excursiones a diversos países y coleccionó:
en Cuba (1904, 1928, 1938),
en Hawái (1913, 1923, 1933),
en Australia (1923,1925),
en las Islas de Coco, las islas Galápagos, y las islas Marquesas (1929-1930),
en Panamá (1930),
en México (1934, 1935),
en Guatemala (1945-1946, 1956-1957),
en Perú (1948),
en Argentina (1949-1950),
y en otros lugares.
Condecoraciones.

H.A. Pilsbry fue muy reconocido por su trabajo.
Eso se expresó en condecoraciones.
Su colegio University of Iowa en que había estudiado,
le honoró en 1899 con la condecoración del título
"Doctor of Science".
Después recibió dos más doctorados honorarios:
en 1940 de la University of Pennsylvania y
en 1941 de la Temple University.
En el 17 de abril de 1928 recibió el Joseph Leidy Memorial Award. Esa medalla la confiere la ANSP cada tres años para publicaciones e investigaciones.
H.A. Pilsbry lo obtuvo por su trabajo en el "Manuel of Conchology", su trabajo
sobre cirrípedos (Cirripedia) y moluscos terrestres (Pulmonata).
Aparte fue honrado por diversos sociedades malacologicos.
Fue miembro honorario de la
- Conchological Society of Great Britian,
- Birmingham Natural History and Philosophical Society,
- Société Royal zoologíque de Belgique,
- California Academy of Science,
- Senkenbergische naturforschende Gesellschaft,
- Sociedad de historia natural "Felipe Poey",
- Sociedad Malacológica "Carlos de la Torre" y
- Sociedad Geologien de Perú".

Entre 1936-1957 fue presidente honorario de la AMU y
a partir de 1957 presidente honorario vitalico del
- Phildelphia Shell Club.[1][2]

Muerte.

H.A. Pilsbry tuve una constitución excepcional.
Sobrevivía todos los colegas y sus amigos de su generación.
Aunque sus capacidades corporales se redujeron - el
obtuvo problemas con la audición, tuve que organisar su vida
con más calma y se tomó tiempo para cosas que había desatenido
antes - su interés en la materia nunca se cansó.
Hasta 1957 ya escribió y corrigió papeles, y los moluscos
marinos vinieron en el focus de su interés.
Sin embargo, de la muerte no podía escapar.
En el fin del otoño 1957 H.A. Pilsbry sufrió un ataque al corazón
durante su trabajo en la ANSP.
Al principio parecía que se recuperaría de este prolapso serio.
Entonces su médico le permitió irse a su casa de invierno en Lantana (Florida). Pero desafortunadamente un mes y medio más tarde H.A. Pilsbry falleció
allí de un ataque similar.
H.A. Pilsbry está enterrado al lado de su esposa en el
cementerio de la iglesia St.Asaph en Bala Cynwyd,
un suburbio de Filadelfia.

### Obra principal:Manual of Conchology
Alrededor de 1878 G.W. Tryon Jr. empezó a trabajar en una obra sistemática sobre moluscos (manuales como estos eran típicos para el siglo 19). Fueron de cierta manera bases de datos para tanto investigadores como aficionados e interesados, en las que fueron memorizados informaciones útiles como anatomía, sobre el entorno y condiciones geográficos, y más.
Tryon planteó el "Manual of Conchology" en grandes dimensiones como obra en cuatro series juntando toda la información sobre moluscos. Así empezó con dos series y publicó los primeros tomos entre 1879-1888 solo, pero murió antes de completar las series y empezar las otras dos. La primera sería de 17 tomos (1879-1887) dedicados a los marinos.
La segunda de 28 tomos (1885-1935) está especializado en moluscos terrestres: los Pulmonatas.
Después de la muerte de G.W. Tryon Jr., H.A. Pilsbry continuó su obra.
Aparece desde el volumen X de la primera y desde el volumen V de la segunda series como editor.
- "Manual of Conchology; structural and systematic."; Vol.I-XVII; Academy of Natural Science: Philadelphia, 1879-1898
  - Tryon Jr.,G.W.: I (1879,URL), II (1880,URL), III (1881,URL), IV (1882,URL), V (1883,URL), VI (1884,URL), VII (1885,URL), VIII (1886,URL), IX (1887,URL)
  - Tryon Jr.,G.W., continued by Pilsbry,H.A.: X (1888,URL), (1889,URL), XII (1890,URL), XIII (1891,URL), XIV (1892,URL), XV (1893,URL), XVI (1895-1896,URL), XVII (1897-1898,URL)
- "Manual of Conchology; structural and systematic"; Second Series: Pulmonata; Vol.I-XXVIII; Academy of natural Science: Philadelphia, 1885-1935
  - Tryon Jr.,G.W.: I (1885), II (1886), III (1887), IV (1888); URL
  - Tryon Jr.,G.W. & Pilsbry,H.A.: V (1889), VI (1890) VII (1891), VIII (1892), IX (1894), X (1895-1896), XI (1897-1898), XII (1899), XIII (1900), XIV (1901-1902), XV (1903), XVI (1904), XVII (1904-1905), XVIII (1906), XIX (1907-1908), XX (1909-1910); URL
  - Hyatt,A.W. & Pilsbry,H.A.: XXI (1911); URL
  - Pilsbry,H.A., Cooke,C.M. & Hyatt, A.W.: XXII (1912-1914); URL
  - Pilsbry,H.A. & Cooke,C.M.: XXIII (1915-1916), XXV (1918-1920); URL
  - Pilsbry,H.A.: XXIV (1916-1918), XXVI (1920-1921), XXVII (1922-1926); URL
  - Pilsbry,H.A. & Baker,H.B.: XXVIII (1927-1935); URL

### Selección de publicaciones importantes sobre regiones
Los artículos más importantes son las que describen o dan resúmenes de colecciones de regiones enteras en los Estados Unidos y el norte de México, en Sudamérica, Asia, África y en el Pacífico.
La selección representan el radius de su actividad, aunque no es completo.
- Pilsbry,H.A. "New and little known American mollusks, no. I."; Proc.Acad.Nat.Sci.Philadelphia, 41: p.81-89; 14.05.1889

- Pilsbry,H.A. "New and little known American mollusks, no. II"; Proc.Acad.Nat.Sci.Philadelphia, 41: 411-416; 25.02.1890

- Pilsbry,H.A. "New and little known American mollusks, no. 3."; Proc.Acad.Nat.Sci.Philadelphia, 42: 296-302; 21.12.1890

- Pilsbry,H.A. "Catalogue of the Marine Mollusks of Japan, with Descriptions of New Species, and Notes on Others Collected by Frederick Stearns"; Detroit: F. Stearns. 196 p. [includes 30 species of modern brachiopods]; 1895; URL

- Pilsbry,H.A. "Mollusca of the Great Smoky Mountains"; Proc.Acad.Nat.Sci.Philadelphia, 52: 110-150; 1900

- Pilsbry,H.A. "Note on Polynesian and East Indian Pupidae"; Proc.Acad.Nat.Sci.Philadelphia, 52: 431-433; 1900

- Pilsbry,H.A. "The Genesis of Mid-Pacific Faunas"; Proc.Acad.Nat.Sci.Philadelphia, 52: 568-581; 1900

- Pilsbry,H.A. "New land Mollusca from Idaho"; Proc.Acad.Nat.Sci.Philadelphia, 54: 593; 1902

- Pilsbry,H.A. "Mollusca of the Southwestern States, I: Urocoptidae; Helicidae of Arizona and New México", Proc.Acad.Nat.Sci.Philadelphia, 57: 211-290; 1905

- Pilsbry,H.A. & Hirase,Y. "Catalogue of the Land and Fresh Water Molluscs of Taiwan (Formosa), with description of new species"; Proc.Acad.Nat.Sci.Philadelphia, 57: 720-752; 1905

- Pilsbry,H.A. & Ferriss,J.H. "Mollusca of the Ozarkian Fauna"; Proc.Acad.Nat.Sci.Philadelphia, 58: 529-567; 1907

- Pilsbry,H.A. & Cooke, Ch.M.: "Notes on Hawaiian Land Shells"; Bernice P. Bishop Museum, 3 (2); 1908; PDF

- Pilsbry,H.A. & Ferriss,J.H. "Mollusca of the Southwestern States, III: The Huachuca Mountains, Arizona"; Proc.Acad.Nat.Sci.Philadelphia, 61: 495-516; 1910

- Pilsbry,H.A. & Ferriss,J.H. "Mollusca of the Southwestern States, IV: The Chiricahua Mountains, Arizona"; Proc.Acad.Nat.Sci.Philadelphia, 62: 44-147; 1910

- Pilsbry,H.A. & Ferriss,J.H. "Mollusca of the Southwestern States, V: The Grand Canyon and Northern Arizona"; Proc.Acad.Nat.Sci.Philadelphia, 63: 174-199; 1911

- Pilsbry,H.A. "Non-marine mollusca of Patagonia"; reimpreso de "Reports of Princeton University Expeditions to Patagonia, 1896-1899", Vol. III; Princeton: The University, 1911;

- Pilsbry,H.A. "A study of the variation and zoogeography of Liguus in Florida"; J. Acad. Nat. Sci. Philadelphia; 15(2nd ser.): 429-471; 1912

- Pilsbry,H.A. "Mollusca of the Southwestern States, VI: The Hacheta Grande, Florida, and Peloncillo Mountains, New México"; Proc.Acad.Nat.Sci.Philadelphia, 68: 323-350; 1915

- Pilsbry,H.A. & Ferriss,J.H. "Mollusca of the Southwestern States VII: The Dragoon, Mule, Santa Rita, Baboquivari, and Tucson Ranges, Arizona"; Proc.Acad.Nat.Sci.Philadelphia, 68: 363-418; 1915

- Pilsbry,H.A. & Ferriss,J.H. "Mollusca of the Southwestern States VIII: The Black Range, New México"; Proc.Acad.Nat.Sci.Philadelphia, 69: 83-107; 1917

- Pilsbry,H.A. & Ferriss, J.H. "Mollusca of the Southwestern States IX: The Santa Catalina, Rincón, Tortillita and Galiuro Mountains. X. The mountains of the Gila headwaters"; Proc.Acad.Nat.Sci.Philadelphia, 70: 282-333; 1919

- Pilsbry,H.A. & Ferriss,J.H. "Mollusca of the Southwestern States, XI - From the Tucson Range to Ajo, and mountain ranges between the San Padro and Santa Cruz rivers, Arizona"; Proc.Acad.Nat.Sci.Philadelphia, 75: 47-103; 1923

- Pilsbry,H.A. "Expedition to Guadalupe Island, México 1922: Land and Freshwater Mollusks"; Proceedings of the California Academy of Sciences, 4th series, 16: 159-203; 22.04.1927; URL

- Pilsbry, H.A. & Bequaert, J.Ch. "The Aquatic Mollusks of the Belgian Congo. With a geographical and ecological account of Congo malacology"; Bul. American National Museum 53: 69-659; 1927; URL

- Pilsbry,H.A. "Review of Japanese land Mollusca I"; Proc.Acad.Nat.Sci.Philadelphia, 79: 13-20; 1927

- Pilsbry,H.A. "A review of Japanese land mollusks II"; Proc.Acad.Nat.Sci.Philadelphia, 80: 119; 1928; URL

- Pilsbry,H.A. "Zoological Results of the Dolan West China Expedition of 1931, Part II, Mollusks"; Proc.Acad.Nat.Sci.Philadelphia, 86: 5-28; 1934; URL

- Pilsbry,H.A. "Land Mollusca of North America north of México"; Monograph of Acad. Nat. Sci. Philadelphia, N.º 3; Vol. I, part 1, pp. 1-574; 1939.

- Pilsbry,H.A. "Land Mollusca of North America north of México"; Monograph of Acad. Nat. Sci. Philadelphia, N.º 3; Vol. I, part 2, pp. 575-994; 1940

- Pilsbry,H.A. "Land Mollusca of North America north of México"; Monograph of Acad.Nat.Sci.Philadelphia, N.º 3; Vol. II, part 1, pp. 1-520; 1946.

- Pilsbry,H.A. "Land Mollusca of North America north of México"; Monograph of Acad.Nat.Sci.Philadelphia, N.º 3; Vol. II, part 2, pp. 521-1113; 1948; URL

- Pilsbry,H.A. "Inland Mollusks of Northern México. I. The genera Humboldtiana, Sonorella, Oreohelix and Ashmunella"; Proc.Acad.Nat.Sci.Philadelphia, 100: 185-203; 1948

- Pilsbry.H.A. "Inland Mollusca of Northern México. II. Urocoptidae, Pupillidae, Strobilopsidae, Valloniidae, and Cionellidae"; Proc.Acad.Nat.Sci.Philadelphia, 105: 133-167; 1953

- Pilsbry.H.A. "Inland Mollusca of Northern México. III. Polygyridae and Potadominae"; Proc.Acad.Nat.Sci.Philadelphia, 108: 19-40+279; 1956

### Otros publicaciones importantes
- Pilsbry, H.A. "Geology of the Mussel-bearing Clays of Fish-House, New Jersey"; Proc. Acad. Nat. Sci. Philadelphia 48: 567-570; 1897

- Pilsbry, H.A. & Vanatta, E.G. "Notes on some Hawaian Achatinellidae and Endodontidae"; Proc.Acad.Nat.Sci.Philadelphia, 57: 570-575; 1905

- Pilsbry, H.A. & Vanatta, E.G. "New Hawaiian species of Endodonta and Opeas"; Proc.Acad.Nat.Sci.Philadelphia, 57: 783-786; 1905

- Pilsbry, H.A. "The Barnacles (Cirripedia) Contained in the Collections of the U.S. National Museum"; Bul. United States National Museum 60, 122 p.; 1907; URL

- Pilsbry, H.A. "The Sessile Barnacles (Cirripedia) Contained in the Collections of the U.S. National Museum, including a monograph of the American species". Bul. United States National Museum 93: 366; 1916; URL

- Pilsbry, H.A. En: Wenner, H.E. "Some Faunal Remains from the Triassic of York County, Pennsylvania. Mollusks"; Proc. Acad. Nat. Sci. Philadelphia 73: 25-37; 1921